# Publius Sestius
Publius Sestius (Kr. e. 1. század) római politikus.
Kr. e. 63-ban quaestor volt. Megtisztította Campaniát Catilina híveitől, mivel rábírta Marcus Antoniust, hogy megütközzön vele. Igyekezett Julius Caesart rávenni, hogy a Cicero és Clodius közti harcba beavatkozzon. Mint néptribun Cicero mellé állt, akit azonban nem elégített ki annak az indítványának szövege, amellyel Cicero száműzetésből való visszahívását javasolta. Amikor Kr. e. 56-ban Clodius az aedilisi hivatalra pályázott, Sestius határozottan fellépett ellene, amiért is Clodius hívei tettleg is bántalmazták. Ezután vád alá helyezték, de Cicero és mások oly sikerrel védték, hogy Kr. e. 56-ban felmentették. Egészen Kr. e. 44-ig mint Caesar hívét említik. Híres volt rossz, lapos élceiről (a dicta Sistana közmondásszerűvé vált korában).